# PFK Prykarpattja Ivano-Frankivsk
FFK Prykarpattja Ivano-Frankivsk (Oekraïens: Футбольно-спортивний клуб «Прикарпаття» Івано-Франківськ, Foetbolno-Sportyvnyj Club "Prykarpattja" Ivano-Frankivśk) was een Oekraïense voetbalclub uit de stad Ivano-Frankivsk.
De club werd opgericht als FC Fakel Ivano-Frankivsk. Op 17 juli 2007 werd de naam dan veranderd in FSC Prykarpattja. De naamsverandering is niet zomaar een verandering, enkel het beste team uit Ivano-Frankivsk mag die naam dragen. Spartak Ivano-Frankivsk heette vroeger ook Prykarpattja. De wijziging zou gekomen zijn op initiatief van Anatolij Revoetskyj, de oud-voorzitter van het oude Prykarpattja. Samen met de burgemeester van Ivano-Frankivsk, Viktor Anoesjkevytsjoes, en Fakel voorzitter Evstachij Kryzjanivskyj ondertekende hij de documenten voor de oprichting van FSC Prykarpattja. De directeur van het Roech Stadion, Ivan Sljoesar, werd uitvoerend directeur van de club. In 2010 werd de naam gewijzigd in PFK Prykarpattja en in 2011 degradeerde de club. In 2012 werd de club ontbonden. 